# Gösta Hagerman
Gösta Axel Anders Hagerman, född den 24 september 1907 i Malmö, död där den 18 juni 2002, var en svensk dermatolog. 
Hagerman avlade medicine licentiatexamen i Lund 1938 och promoverades till medicine doktor 1943. Han innehade olika läkarförordnanden 1939–1947, blev docent i dermatologi och venereologi vid Karolinska institutet 1947 samt biträdande överläkare vid hudkliniken på Karolinska sjukhuset 1948. Hagerman var professor i dermatovenereologi vid Lunds universitet 1949–1974 och överläkare vid dermatovenereologiska kliniken på Lunds lasarett 1949–1974. Han var privatpraktiserande läkare från 1975. Hagerman var ordförande i Medicinska föreningen i Lund 1951–1962 och studierektor vid medicinska fakulteten 1955–1962. Hagerman var ledamot av Fysiografiska sällskapet i Lund från 1950 och hedersledamot av amerikanska, finska och norska dermatologiska sällskapen och av franska allergisällskapet. Han publicerade skrifter i kemoterapi, dermatologi och venereologi samt Lärobok i allergologi (tillsammans med Egon Bruun 1964).